# WaPo Bodensee

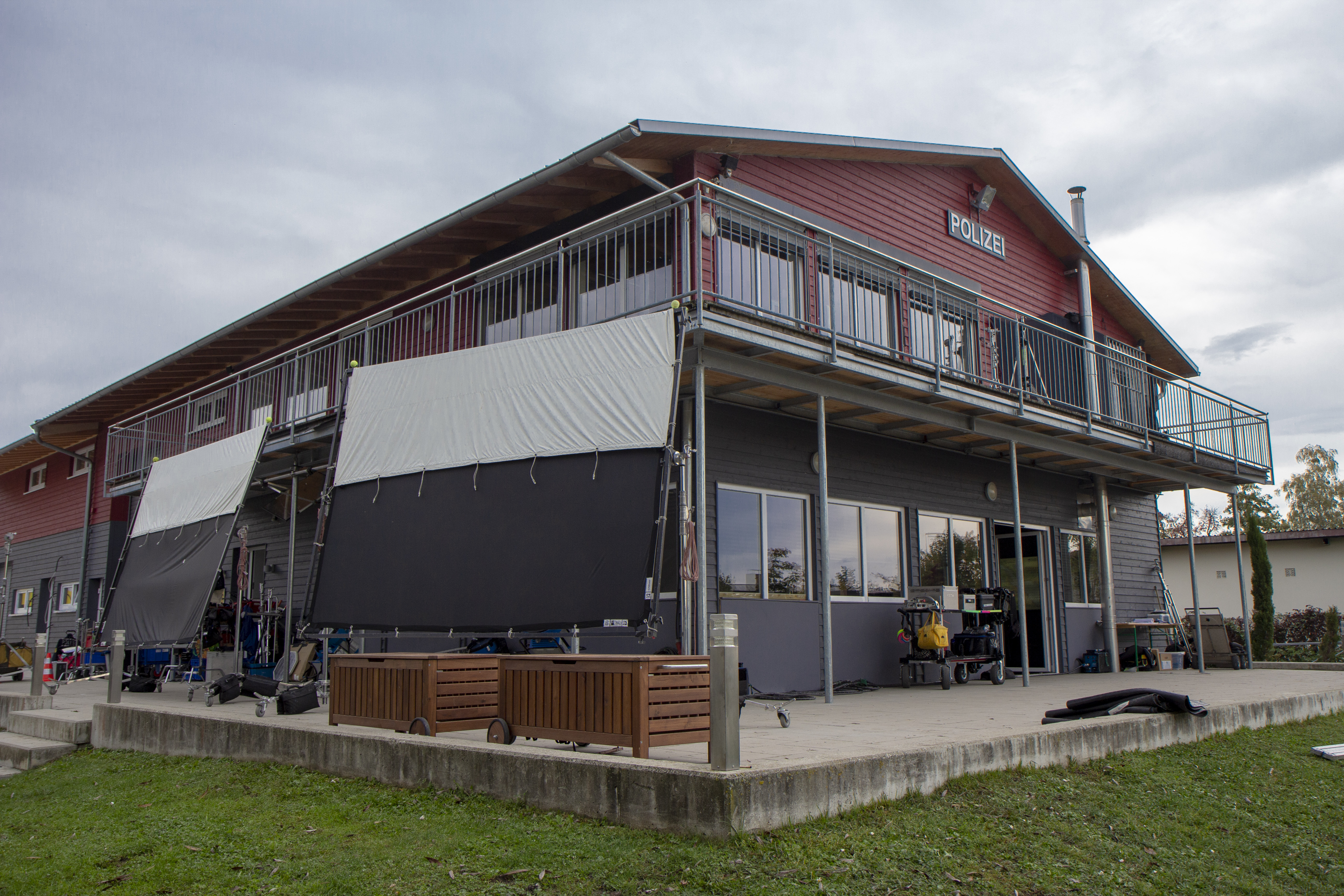
Set in Radolfzell am Bodensee

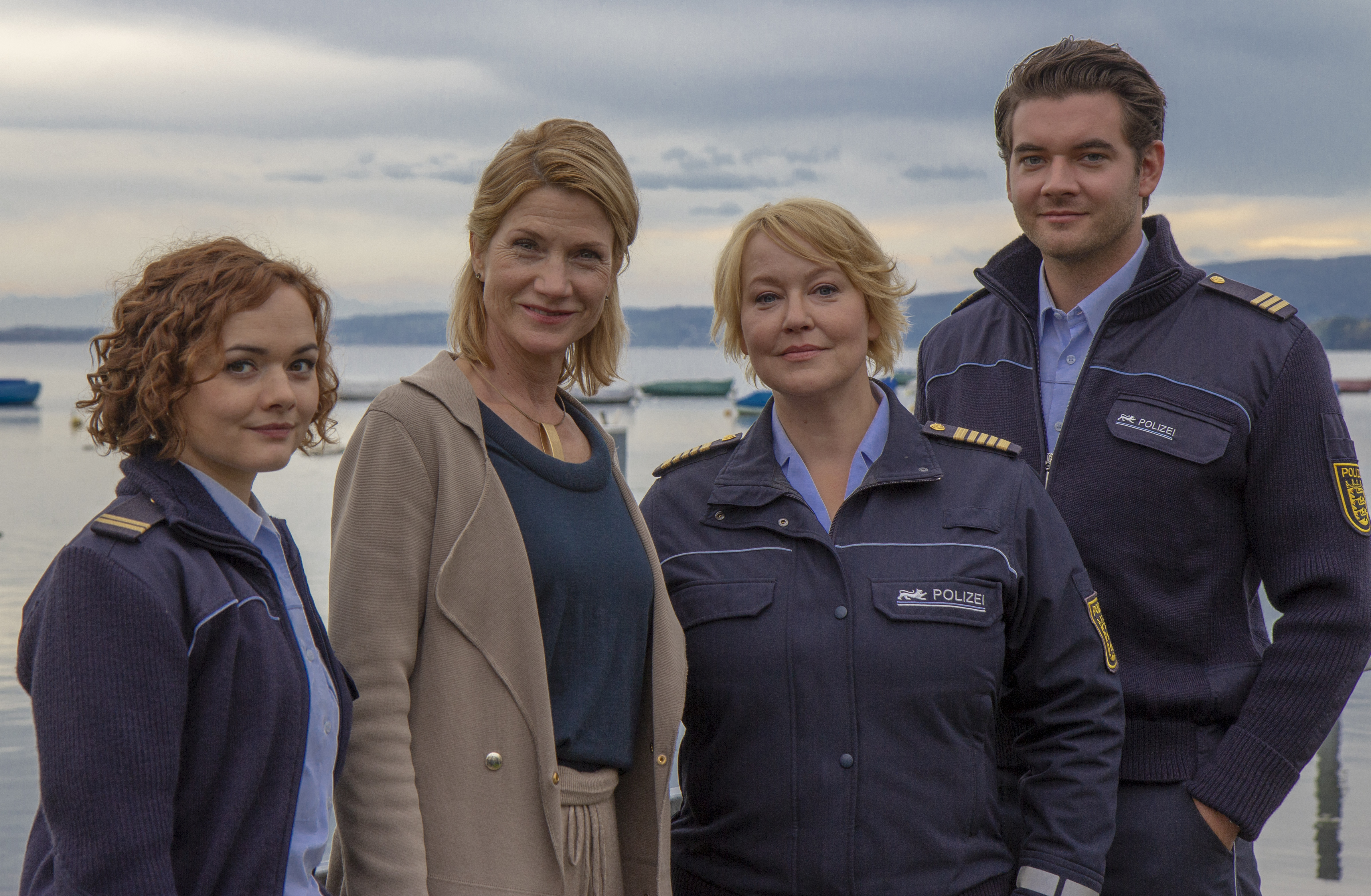
Hauptdarsteller Wendy Güntensperger, Astrid M. Fünderich (Episodenrolle), Floriane Daniel und Max König

WaPo Bodensee ist eine deutsche Fernsehserie, die seit dem 17. Januar 2017 am Dienstagvorabend um 18:50 Uhr im Ersten ausgestrahlt wird. Die Krimiserie des SWR ist ein Nachfolgeprodukt des Bodensee-Tatorts.

## Inhalt
Im Zentrum der Serie stehen das Team der Wasserschutzpolizei Bodensee in Konstanz und ihre neue Vorgesetzte, die Kommissarin Nele Fehrenbach, die von Hamburg an den Bodensee zurückgekehrt ist, um die Leitung der Wasserschutzpolizei zu übernehmen. Zunächst ist sie nicht willkommen, weil ihr Kollege Andreas Rambach erwartet hatte, selbst der neue Chef zu werden.
Fehrenbachs Rückzug aus Hamburg hatte familiäre Gründe und damit zu tun, dass ihr Mann sie mit ihrer besten Freundin betrogen hat. Die Kommissarin reichte daraufhin die Scheidung ein und ist mit ihren beiden Kindern Johanna und Niklas in ihr Elternhaus und zu ihrer Mutter nach Konstanz zurückgekehrt.

## Besetzung

### Aktuell
| Rolle                | Schauspieler        | Episoden | Staffeln | Zeitraum |
| -------------------- | ------------------- | -------- | -------- | -------- |
| Nele Fehrenbach      | Floriane Daniel     | 1–       | 1–       | 2017–    |
| Julia Demmler        | Wendy Güntensperger | 1–       | 1–       | 2017–    |
| Mechthild Fehrenbach | Diana Körner        | 1–       | 1–       | 2017–    |
| Paul Schott          | Tim Wilde           | 13–      | 1–       | 2018–    |
| Jakob Frings         | Max König           | 25–      | 2–       | 2020–    |

### Ehemalig
| Rolle              | Schauspieler      | Episoden | Staffeln | Zeitraum  | Ausstiegsgrund                                              |
| ------------------ | ----------------- | -------- | -------- | --------- | ----------------------------------------------------------- |
| Andreas Rambach    | Ole Puppe         | 1–13     | 1        | 2017–2018 | wird nach Friedrichshafen versetzt                          |
| Johanna Fehrenbach | Sofie Eifertinger | 1–17     | 1–2      | 2017–2019 | geht für ein Jahr nach Neuseeland, wo sie bleibt            |
| Adrian Aubry       | Martin Rapold     | 1–19     | 1–2      | 2017–2019 | nimmt sich eine Auszeit, von der er nicht wiederkehrt       |
| Pirmin Spitznagel  | Simon Werdelis    | 1–24     | 1–2      | 2017–2019 | wechselt zur Kriminalpolizei                                |
| Niklas Fehrenbach  | Noah Calvin       | 1–84     | 1–6      | 2017–2024 | geht mit seiner Freundin Bea per Fahrrad das Leben erkunden |

## Hintergrund
Die Serie wird im Auftrag der ARD von der Saxonia Media Filmproduktion produziert und in Konstanz und Radolfzell am Bodensee gedreht. Die erste Staffel mit 16 Folgen wurde vom 12. Juli bis 7. Oktober 2016 sowie vom 6. Juli 2017 bis 8. September 2017 gedreht. Start der Serie war am 17. Januar 2017.
Um möglichst realitätsnah zu sein, erwarben alle Hauptdarsteller das Bodenseeschifferpatent. und im Jahr 2018 wurde zwischen 8. Juli und 28. September sowie im Jahr 2019 zwischen dem 25. April 2019 und 22. Juli 2019 eine 2. Staffel mit ebenfalls 16 Folgen erstellt.
Eine 3. Staffel mit 8 weiteren Episoden wurde zwischen dem 8. Juli 2019 und 7. November 2019 gedreht. Eine 4. Staffel mit 16 neuen Episoden entstand vom 17. Juni bis 7. Dezember 2020, Eine 5. Staffel mit 12 weiteren Folgen (57 bis 68) wurde im Zeitraum 9. Juni 2021 bis 21. Oktober 2021 sowie eine 6. Staffel mit 16 neuen Episoden im Zeitraum 4. Mai 2022 bis 8. November 2022 gedreht,  die Ausstrahlung der 5. Staffel begann am 6. September 2022 im Ersten und endete am 20. November 2022.
Eine 7. Staffel mit 16 Folgen (85 bis 100) wurde vom 10. Mai 2023 bis 7. November 2023 gedreht. Die Ausstrahlung ist ab 15. Oktober 2024 vorhergesehen. Eine 8. Staffel mit 12 Folgen (101 bis 112) wurde seit 18. Juni 2024 bis 30. Oktober 2024 gedreht, ein Ausstrahlungstermin ist bisher nicht bekannt. Eine 9. Staffel mit 12 Folgen (113 bis 124) wird seit 17. Juni 2025 gedreht, die Dreharbeiten sollen bis 29. Oktober 2025 andauern, ein Ausstrahlungstermin ist bisher noch nicht bekannt.
Die Serie wurde an vielen Orten rund um den See produziert. Rund 50 Prozent der Dreharbeiten fanden jedoch aus logistischen Gründen in Radolfzell am Bodensee statt. Drehorte waren dort unter anderem das Vereinsheim des Wassersportclubs Wäschbruck (Wasserschutzpolizeistation), die Villa Wolf auf der Halbinsel Mettnau (Haus der alteingesessenen Konstanzer Familie Fehrenbach) sowie das Friedrich-Hecker-Gymnasium (Franz-Weber-Schule). Weitere Drehorte waren das Zollhaus in Bodman-Ludwigshafen (Schweizer Schifffahrtspolizei) sowie das ehemalige Siemensareal in Petershausen (Krankenhaus).
Auffällig sind diverse fehlerhafte Zuordnungen von Dienstgraden und Amtsbezeichnungen zu Abzeichen und Schulterstücken. Hauptmann Aubry z. B. trägt in verschiedenen Folgen der Serie die Dienstgradabzeichen eines Feldweibels oder Adjutanten (vier bzw. fünf Winkel). Korrekt wären jedoch für einen Hauptmann drei schmale Litzen (Streifen). Jakob Frings hingegen wird in der Folge seines Erstauftritts von Fehrenbach als Polizeihauptmeister vorgestellt, obwohl er die Schulterstücke eines Polizeiobermeisters (drei anstatt vier schmale Litzen) trägt. Auch Fehrenbach trägt, im Gegensatz zu Schott, ein inexistentes Dienstgradabzeichen (zwei breite, dazwischen drei schmale Streifen).

## Ableger
Im Frühjahr 2019 wurde eine WaPo Berlin angekündigt. Die erste Staffel mit acht Folgen wurde von Mai bis August 2019 gedreht und 2020 ausgestrahlt. 2021 folgte die 2. Staffel mit weiteren acht Folgen.
Am 8. Juni 2021 begannen die Dreharbeiten für einen weiteren Ableger. WaPo Duisburg wird vom WDR produziert und wurde 2022 erstmals ausgestrahlt.
Ein dritter Ableger WaPo Elbe wird seit dem 14. Februar 2023 im Ersten ausgestrahlt. Das Einsatzgebiet erstreckt sich auf der Elbe zwischen Dresden und der deutsch-tschechischen Grenze. Der Einsatzort liegt neben der Pirnaer Elbbrücke.
Die Dreharbeiten für die acht Folgen umfassende 1. Staffel fanden von April bis Juli 2022 statt.

## Rezeption
Kritiken

„Klara Blum ist Geschichte, aber der SWR hat dafür gesorgt, dass es auch weiterhin Krimis aus Konstanz im ‚Ersten‘ gibt. Leider ist die neue Vorabendserie ‚WaPo Bodensee‘ ein würdiges Nachfolgeprojekt: Die einzelnen Folgen verbreiten exakt die gleiche Betulichkeit, die schon die meisten "Tatort"-Episoden geprägt hat. Die Tourismuseinrichtungen rund um den Bodensee dürften die Serie allerdings höchst gelungen finden: Die Bilder verbreiten eine hemmungslose Urlaubsstimmung. Krimispannung schien dagegen verpönt zu sein.“

„Die neue ARD-Vorabendserie ‚WaPo Bodensee‘ möchte auf der Erfolgswelle der ZDF-‚Küstenwache‘ reiten, doch die Geschichten dümpeln in allzu seichten Gewässern.“

Quoten

„So kann es weitergehen: Mit zweistelligen Marktanteilen ist am Dienstag die neue Vorabend-Krimiserie «WaPo Bodensee» gestartet. Das Erste zeigte sie um 18.50 Uhr, also auf dem Slot, auf dem zuvor «Familie Dr. Kleist» mit eher mageren Werten zu sehen war. Zum Auftakt des neuen Formats standen direkt tolle 10,3 Prozent Marktanteil geschrieben, die durchschnittliche Reichweite belief sich auf 2,85 Millionen. Bei den Jungen landete das Format bei 4,5 Prozent.“

„Der neue Regionalkrimi startete in der ARD-Problemzone am Dienstagvorabend stark, lief letztlich aber doch nicht deutlich stärker als die kriselnden Vorgänger der «Familie Dr. Kleist».“

## DVD
Die erste Staffel erschien am 26. Januar 2018 auf DVD.